# Zita Hanrot
Zita Hanrot (Marsella, 7 de desembre de 1989) és una actriu francesa. Va guanyar el César a la millor actriu revelació l'any 2016 pel seu paper a la pel·lícula Fatima.

## Trajectòria
Zita Hanrot va néixer l'any 1989, filla de mare jamaicana i pare francès. Va començar estudis d'Història de l'Art abans de matricular-se el 2011 al Conservatoire national supérieur d'art dramatique, amb seu a París, on es va graduar el 2014. Ha reconegut l'actriu Béatrice Dalle com a font d'inspiració, especialment pel seu paper a la pel·lícula 37°2 le matin de 1986.
El primer paper de Hanrot al cinema va ser el 2012 a Radiostars, dirigida per Romain Lévy, on interpreta la germana petita de Manu Payet. Posteriorment, va interpretar papers menors a Une nouvelle amie (2013) i Eden (2014). El seu paper revelació, però, va ser a Fatima (2015). En aquesta pel·lícula, dirigida per Philippe Faucon, interpreta Nesrine, una estudiant de medicina i filla d'un immigrant nord-africà, decidida a millorar la seva posició a la vida.
El seu germà, Idrissa Hanrot, també és actor i va protagonitzar la pel·lícula Five de 2016.